# District fédéral central
Le district fédéral central ou okroug fédéral central (en russe : Центральный федеральный округ, Tsentralny federalny okroug) est l'un des huit districts fédéraux de Russie. Le terme « central » est utilisé ici au sens politique et historique ; contenant Moscou, la capitale du pays, ce district est en fait situé tout à l'ouest de la Russie.

## Caractéristiques
Le district fédéral central est le troisième plus petit district fédéral du pays, par ses 650 205 km2, il compte pour moins de 4 % de la superficie de la Russie. Il est pourtant le plus peuplé : 38 951 479 habitants, soit plus du quart de la population du pays, dont la moitié se trouve dans Moscou ou son Oblast.
Concernant les frontières extérieures de la Russie, il est voisin du Bélarus et de l'Ukraine.

### Indice de fécondité
| Année | Fécondité | Fécondité urbaine | Fécondité rurale |
| ----- | --------- | ----------------- | ---------------- |
| 1990  | 1,64      | 1,54              | 2,19             |
| 1991  | 1,47      | 1,36              | 2,02             |
| 1992  | 1,30      | 1,20              | 1,80             |
| 1993  | 1,18      | 1,09              | 1,63             |
| 1994  | 1,22      | 1,14              | 1,62             |
| 1995  | 1,18      | 1,11              | 1,52             |
| 1996  | 1,13      | 1,07              | 1,43             |
| 1997  | 1,07      | 1,02              | 1,32             |
| 1998  | 1,08      | 1,02              | 1,35             |
| 1999  | 1,02      | 0,97              | 1,27             |
| 2000  | 1,07      | 1,03              | 1,29             |
| 2001  | 1,10      | 1,06              | 1,31             |
| 2002  | 1,15      | 1,11              | 1,35             |
| 2003  | 1,19      | 1,15              | 1,40             |
| 2004  | 1,20      | 1,17              | 1,40             |
| 2005  | 1,16      | 1,13              | 1,31             |
| 2006  | 1,16      | 1,13              | 1,33             |
| 2007  | 1,23      | 1,19              | 1,43             |
| 2008  | 1,30      | 1,25              | 1,53             |
| 2009  | 1,35      | 1,30              | 1,55             |
| 2010  | 1,37      | 1,32              | 1,58             |
| 2011  | 1,38      | 1,32              | 1,64             |
| 2012  | 1,47      | 1,41              | 1,79             |
| 2013  | 1,48      | 1,42              | 1,80             |
| 2014  | 1,51      | 1,45              | 1,86             |
| 2015  | 1,57      | 1,56              | 1,65             |
| 2016  | 1,60      | 1,58              | 1,64             |
| 2017  | 1,47      | 1,46              | 1,51             |
| 2018  | 1,44      | 1,43              | 1,47             |
| 2019  | 1,40      | 1,41              | 1,33             |

### Structure par âge en 2010
| Total    | Total     | Total    |
| 0-14 ans | 15-64 ans | + 65 ans |
| -------- | --------- | -------- |
| 13,0 %   | 72,3 %    | 14,7 %   |
| Urbain   |           |          |
| 0-14 ans | 15-64 ans | + 65 ans |
| 12,8 %   | 73,2 %    | 14,0 %   |
| Rural    |           |          |
| 0-14 ans | 15-64 ans | + 65 ans |
| 13,7 %   | 68,8 %    | 17,5 %   |

### Âge médian en 2010
| Total    | Total  | Total  |
| Ensemble | Hommes | Femmes |
| -------- | ------ | ------ |
| 40,3     | 37,0   | 40,8   |
| Urbain   |        |        |
| Ensemble | Hommes | Femmes |
| 39,9     | 36,7   | 43,1   |
| Rural    |        |        |
| Ensemble | Hommes | Femmes |
| 42,6     | 38,8   | 46,4   |

## Subdivisions
Le district fédéral central est composé des 18 sujets fédéraux suivants :
| Carte du district fédéral central présentant le découpage en sujets fédéraux |                                  |                     |                    |                                 |
| #                                                                            | Blason                           | Oblast              | Capitale           | Habtiant de l'Oblast (millions) |
| 1                                                                            | Drapeau de l'oblast de Belgorod  | Oblast de Belgorod  | Belgorod           | 1,54                            |
| 2                                                                            | Drapeau de l'oblast de Briansk   | Oblast de Briansk   | Briansk            | 1,18                            |
| 3                                                                            | Drapeau de l'oblast de Vladimir  | Oblast de Vladimir  | Vladimir           | 1,35                            |
| 4                                                                            | Drapeau de l'oblast de Voronej   | Oblast de Voronej   | Voronej            | 2,31                            |
| 5                                                                            | Drapeau de l'oblast d'Ivanovo    | Oblast d'Ivanovo    | Ivanovo            | 3,09                            |
| 6                                                                            | Drapeau de l'oblast de Kalouga   | Oblast de Kalouga   | Kalouga            | 1,07                            |
| 7                                                                            | Drapeau de l'oblast de Kostroma  | Oblast de Kostroma  | Kostroma           | 0,58                            |
| 8                                                                            | Drapeau de l'oblast de Koursk    | Oblast de Koursk    | Koursk             | 1,08                            |
| 9                                                                            | Drapeau de l'oblast de Lipetsk   | Oblast de Lipetsk   | Lipetsk            | 1,14                            |
| 10                                                                           | Drapeau de Moscou                | Moscou              |                    | 13,10                           |
| 11                                                                           | Drapeau de l'oblast de Moscou    | Oblast de Moscou    | Moscou Krasnogorsk | 8,52                            |
| 12                                                                           | Drapeau de l'oblast de Kalouga   | Oblast d'Orel       | Orel               | 1,71 ou 0,71                    |
| 13                                                                           | Drapeau de l'oblast d'Orel       | Oblast de Riazan    | Riazan             | 1,13                            |
| 14                                                                           | Drapeau de l'oblast de Smolensk  | Oblast de Smolensk  | Smolensk           | 0,96                            |
| 15                                                                           | Drapeau de l'oblast de Tambov    | Oblast de Tambov    | Tambov             | 1,05                            |
| 16                                                                           | Drapeau de l'oblast de Tver      | Oblast de Tver      | Tver               | 1,30                            |
| 17                                                                           | Drapeau de l'oblast de Toula     | Oblast de Toula     | Toula              | 1,51                            |
| 18                                                                           | Drapeau de l'oblast de Iaroslavl | Oblast de Iaroslavl | Iaroslavl          | 1,25                            |

Mise à part Moscou, qui a le statut de ville d'importance fédérale, tous ces sujets sont des oblasts.